# Vesijärvi (sjö i Kajanaland)
För andra betydelser, se Vesijärvi (olika betydelser).
Vesijärvi är en sjö i Finland. Den ligger i kommunen Kuhmo i landskapet Kajanaland, i den centrala delen av landet, 500 km norr om huvudstaden Helsingfors. Vesijärvi ligger 217 meter över havet. Den är 1,9 meter djup. Arean är 46,9 hektar och strandlinjen är 4,65 kilometer lång. Sjön  ingår i Uleälvens huvudavrinningsområde.   
I övrigt finns följande i Vesijärvi:
- Tenavasaari (en ö)